# Goodyear (Arizona)
Goodyear je město v okrese Maricopa County ve státě Arizona ve Spojených státech amerických. Leží 27 kilometrů západně od centra Phoenixu a sousedí mimo jiné s městem Glendale.
K roku 2010 zde žilo 65 275 obyvatel. S celkovou rozlohou 301,6 km² byla hustota zalidnění 162,3 obyvatel na km². V letech 1990 až 2000 bylo město vůbec nejrychleji rostoucím městem v Arizoně co do počtu obyvatel. Ve městě se nachází Goodyear Ballpark.